# پرچم کره شمالی
پرچم کره شمالی در ۸ سپتامبر ۱۹۴۸ شکل گرفت. ستارهٔ سرخ روی پرچم نشان کمونیسم می‌باشد. این پرچم در سال ۱۹۴۸ زمانی که کره‌شمالی به عنوان یک کشور کمونیست استقلال یافت، شکل گرفت. این پرچم از دو رنگ آبی و قرمز در زمینه تشکیل شده است.